# Tokyo Rengo Fujinkai
Tokyo Rengo Fujinkai var en japansk kvinnorättsorganisation, grundad 1923. 
Den bildades ursprungligen som en paraplyorganisation för 43 kvinnoorganisationer för att samarbeta med nödhjälp efter jordbävningen i Tokyo 1923. Därefter började den organisera sig för att arbeta för kvinnors rättigheter. Föreningen bildade fem satellitgrupper som var och en skulle verka för en huvudfråga: samhällsfrågor, politiska rättigheter, utbildning, arbetsfrågor och yrkesfrågor. Den undergrupp som skulle sköta de politiska frågorna, Fujin Sanseiken Kakutoku Kisei Domei, sedan Fusen Kakutoku Domei (FKD) var också den som fick ansvaret för att arbeta för kvinnlig rösträtt, och som kom att bli den mest betydande.
Den upplöstes 1941. 